# 玫瑰翼法螺
玫瑰翼法螺（学名：Gyrineum roseum），是异足目法螺科翼法螺属的一种。主要分布于印度尼西亚、台湾，常栖息在浅海。